# راميرو نونيز دي غوزمان
راميرو نونيز دي غوزمان هو سياسي إسباني، ولد في 1600 في ليون في إسبانيا، وتوفي في 8 ديسمبر 1668 في مدريد في إسبانيا. انتخب Consejero de Consejo Supremo de la Corona de Aragón ‏ وانتخب viceroy of Naples ‏.